# Burnout (videojuego)
Burnout es un videojuego de carreras de 2001 desarrollado por Criterion Games y distribuido por Acclaim Entertainment para la PlayStation 2, Xbox y GameCube. La versión de PlayStation 2 fue lanzada en Norteamérica el 1 de noviembre de 2001, y el 16 de noviembre en Europa. La versión de GameCube fue lanzada en Norteamérica el 29 de abril de 2002, y el 3 de mayo en Europa. La versión de Xbox fue lanzada en Norteamérica el 30 de abril de 2002, y el 5 de mayo en Europa.
Burnout fue el primero de una serie de videojuegos de alta velocidad destacado por sobre todo sus choques y su mecánica de jugabilidad de alto riesgo. El éxito del juego lo llevó a varias secuelas.

## Jugabilidad
El modo principal de jugabilidad de Burnout es el modo Campeonato, el cual es una selección de eventos con tres o cuatro carreras en cada uno. Aquí el jugador compite con otros tres coches en varias pistas. Cada evento se dificulta y le exige al jugador usar coches más rápidos para alcanzar el primer lugar. Después de completar cada evento, un desafío Cara a Cara (Face Off) es desbloqueado, en el cual se desbloquea un nuevo coche si se gana. Otros modos incluyen Carrera Singular, Ataque al Tiempo y Multijugador. Carrera Singular es un modo en donde el jugador compite con tres oponentes. En Ataque al Tiempo, el jugador debe terminar una vuelta en una cierta cantidad de tiempo.
Pero si depende de en que lugar quedabas la calificación que sacabas, ejemplo:1/4:primer lugar,2/4:segundo lugar,3/4:tercer lugar y 4/4:último lugar

## Pistas y coches
Cada pista está basada en localidades del mundo real:
Cada localidad está conectada por "Sprints" , así que hipotéticamente uno podría conducir desde River City (París) y terminar en Harbour Town (Costa del Sol) en cuestión de segundos. Sin embargo, cuando esto es intentado, es imposible. Cada localidad una distinta acumulación de tráfico que distingue a un continente del siguiente, por ejemplo; la cantidad de taxis Americanos contra la cantidad de taxis Europeos, etc.
Burnout, contiene una pequeña colección de coches, incluyendo el pequeño Compacto, el Sedan, Pick-Up, y Muscle car.
| Ubicación      | Nombre de la pista | Equivalente en la vida real                |
| Estados Unidos | Interstate         | Ruta 66                                    |
| Estados Unidos | Gridlock USA       | Ciudad de Nueva York, Estado de Nueva York |
| Europa         | River City         | París, Francia                             |
| Europa         | Harbour Town       | Costa del Sol, España                      |
| Estados Unidos | Hillside Pass      | Condado de Napa, California                |

## Recepción
Burnout recibió críticas "favorables" en todas las plataformas según el agregador de reseñas Metacritic.